# منتخب أوزبكستان لاتحاد الرغبي
منتخب أوزبكستان الوطني لاتحاد الرغبي هو ممثل أوزبكستان الرسمي في المنافسات الدولية في اتحاد الرغبي.